# Adélie-pingvin
Az Adélie-pingvin (Pygoscelis adeliae) a madarak (Aves) osztályának pingvinalakúak (Sphenisciformes) rendjébe, ezen belül a pingvinfélék (Spheniscidae) családjába és a Spheniscinae alcsaládjába tartozó faj. Az egész antarktiszi kontinens partján gyakori pingvin. A tengeri madarak legdélebbi elterjedésű képviselői közé tartozik; csakúgy mint a  császárpingvin, a Wilson-viharfecske, a hóhojsza és az antarktiszi hojsza.
Nevét 1840-ben adta neki Jules Dumont d’Urville francia felfedező; aki feleségéről, Adèle-ről nevezte el.

## Kifejlődése
Az Adélie-pingvin a Pygoscelis nembe tartozó három élő faj egyike. Mitokondriális és nukleáris DNS-bizonyítékok arra utalnak, hogy a madárnem 38 millió évvel ezelőtt vált el más pingvinektől; 2 millió évvel az Aptenodytes pingvinnem ősei után. Másfelől, az Adélie-pingvin mintegy 19 millió éve vált le a neme más tagjaitól.

## Előfordulása és élőhelye
Az Antarktisz partvidékén és a környező szigeteken költ, valamint a tengereken telel. A Ross-tenger környékén 38 Adélie-pingvin kolónia létezik, és hozzávetőleg 5 millió példány él. A Ross-szigeti kolónián mintegy félmillió Adélie él.

## Megjelenése
Az Adélie-pingvin közepes méretű madár; testhossza 46-71 centiméter; testtömege 3,6-6 kilogramm. Megjelenése a legközelebb áll a pingvinekről alkotott sztereotip képhez; miután feje és háta fekete, hasa fehér, lába narancssárga színű. Rövid csőre csonkának hat, és tövét toll borítja. Megkülönböztető jegyei a szem körüli fehér gyűrű; valamint a láb környéki tollak. Ezek a hosszú tollak, ugyanis nagyrészt elfedik a narancssárga lábat. A farok más pingvinekhez képest hosszabb; emiatt a pingvin megjelenése a szmokingra hasonlít. Más pingvinekhez képest kicsit kisebb. Az Adélie-pingvin 15–20 évig él.
Az Adélie-pingvinek akár 72 kilométer/óra sebességgel is képesek úszni.[forrás?]
Az Adélie-pingvinek a leopárdfókák, a halfarkasfélék, és néha a kardszárnyú delfinek prédái közé tartoznak.

## Viselkedése

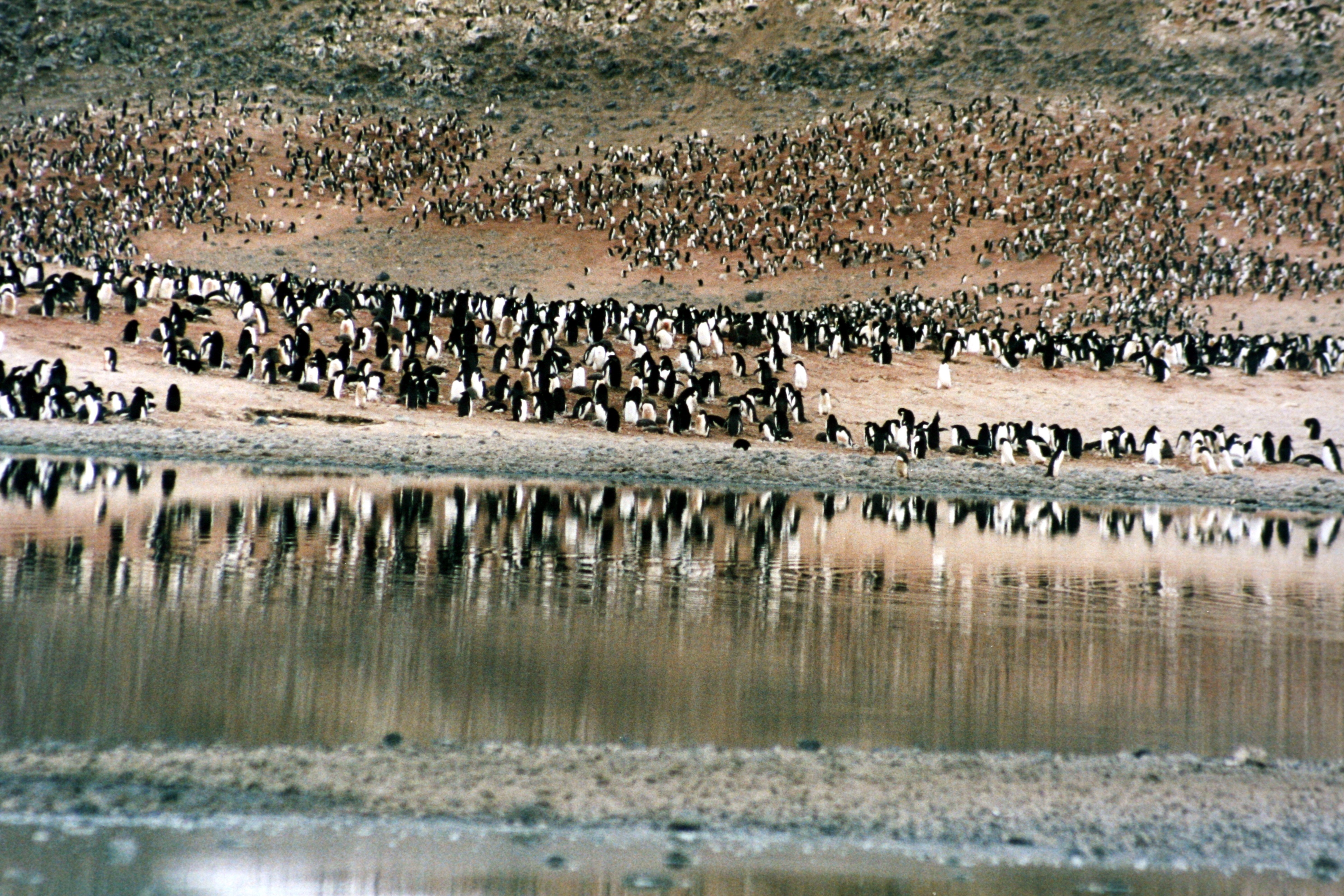
Adélie-pingvinek Cape Adare-nál

Mint minden pingvin, az Adélie-pingvin nagyon szociális; csoportokban táplálkozik és fészkel. Ugyanakkor nagyon agresszív más pingvinekkel szemben, amelyek köveket lopnak a fészekből.
Viselkedésbeli sajátosságait Apsley Cherry-Garrard (Robert Falcon Scott végzetes, déli pólusra tartó utolsó útjának túlélője) dokumentálta széleskörűen, a The Worst Journey in the World című könyvében. Cherry-Garrard megjegyezte: "Ők olyan rendkívüliek, mint a gyerekek, ezek az Antarktisz-világ kis emberei egyszerre gyerekek és idős emberek, tele saját fontosságukkal." Önzőségük egy bizonyos megjelenését George Murray Levick, a Királyi Haditengerészet sebész hadnagya és tudósa is megjegyezte; aki szintén csatlakozott Scott balul végződő 1910-es antarktisz expedíciójához: "A hely, ahol a leggyakrabban bementek [a vízbe], egy hosszú, hat láb magas és néhány száz méter széles jégterasz volt a víz mentén; és itt, csakúgy, mint a tengeri jégen, tömegek álltak a szakadék szélén. Amikor sikerült egyiküket a vízbe lökniük, mindegyik a peremen túlra nyújtotta a nyakát, és amikor látták, hogy az úttörő biztonságban van a vízben, követték őt."
Megfigyelhető volt, hogy a pingvinek ármánykodása a tűzvonalba juttatta őket; amit Scott különösen zavarónak talált: "A [kutyás csapatok] legnagyobb problémája a pingvinek ostoba magatartásának volt köszönhető. Folyamatosan, csoportokban ugráltak rá az úszó jégtáblánkra. Attól a pillanattól kezdve, hogy talpra-álltak, az egész hozzáállásukon látszott, hogy felfalja őket a kíváncsiság és önfejűen figyelmen kívül hagyják saját biztonságukat. Előre kacsáztak, fejüket a szokásos abszurd módon előre-hátra ingatva; annak ellenére, hogy egy sor üvöltő kutya erőlködött, hogy elkaphassa őket. "Hulloa!" (úgy tűnt mintha ezt) mondták, "itt egy játék - mit akartok, ti nevetséges dolgok?" És néhány lépéssel közelebb jöttek. A kutyák olyan közel rohantak, amennyire a kötél vagy póráz lehetővé tette. A pingvinek a legkevésbé sem ijedtek meg, de a szőrnyakörvük felemelkedett, és haragosan rikácsoltak."

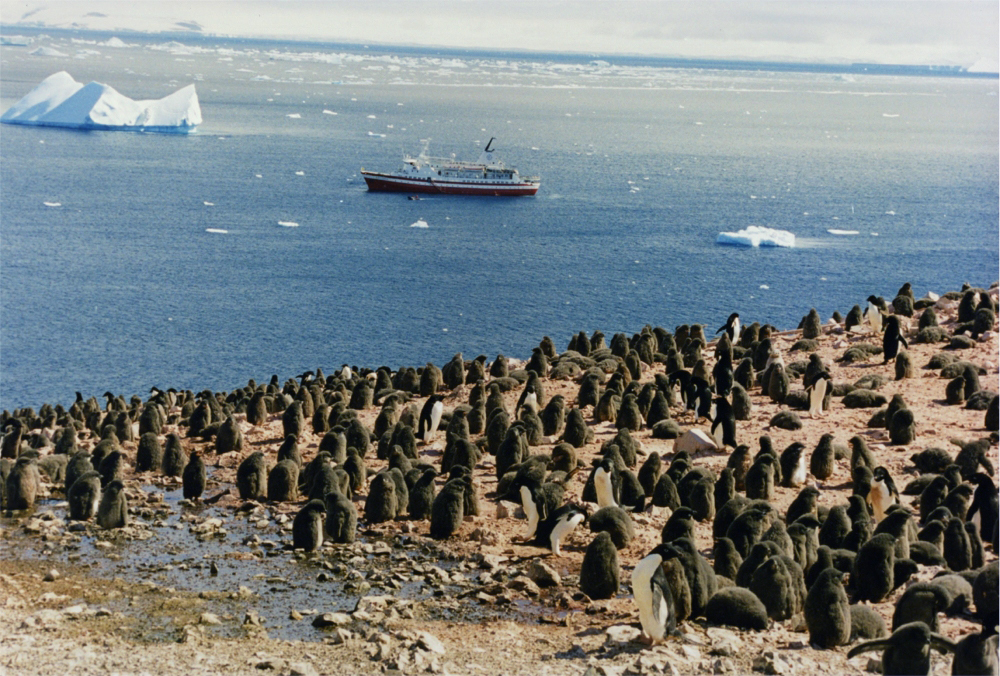
Adélie-pingvin fiókák az Antarktikán, az MV Explorerrel és egy jégheggyel a háttérben

Ez a hozzáállás általában az Adélie-pingvin bukásához vezetett: "Amikor megtették az utolsó lépést, volt egy ugrás, egy rikácsolás, egy szörnyű vörös folt a hóban és az incidens le volt zárva."
A Déli-sarkra tartó küldetés más résztvevői fogékonyabbak voltak az Adélie-k ármánykodására. Cherry-Garrard: "Meares és Dimitri odakint a nagy pelyhekben gyakorolt a kutya-csapattal, amikor valamennyi időre feltartóztattak minket. Egyik nap, egy csapat kutya volt a hajó oldalához kötve; egy pingvin észrevette őket, és messziről odasietett. A kutyák kétségbeestek az izgalomtól, ahogy közeledett hozzájuk: ő azonban úgy gondolta, hogy ez egy üdvözlés, és minél hangosabban ugattak, és minél inkább megfeszítették köteleiket, annál gyorsabban nyüzsgött, hogy találkozzon velük. Rendkívül dühös volt arra az emberre, aki odament és megmentette a nagyon hirtelen végtől; csőrével a nadrágjába kapaszkodott és úszólábával dühösen rugdosta a sípcsontját.”

### Étrendje
Az Adélie-pingvin a hideg vízben keresi rákokból, főleg krillekből - Euphausia superba, Euphausia crystallorophias - álló táplálékát (pontos étrendje függ a földrajzi elhelyezkedéstől is). Emellett fogyaszt antarktikus ezüsthalat (Pleuragramma antarcticum) és glaciális tintahalat (Psychroteuthis glacialis). Az elmúlt 38 000 évben a kolóniákon felhalmozódott fosszilis tojáshéjak stabil izotópvizsgálata feltárta, hogy 200 évvel ezelőtt hirtelen változás állt be az Adélie-pingvin étrendjében, a hal alapú étrendet felváltotta a krill. Ez valószínűleg az antarktiszi medvefóka 18. század vége óta, és a sziláscetek 20. század óta tartó csökkenésének eredménye. A ragadozó versenytársak csökkenése krill többletet okozott, melyek a pingvinek könnyebben megszerezhető táplálékforrásai.

### Szaporodása

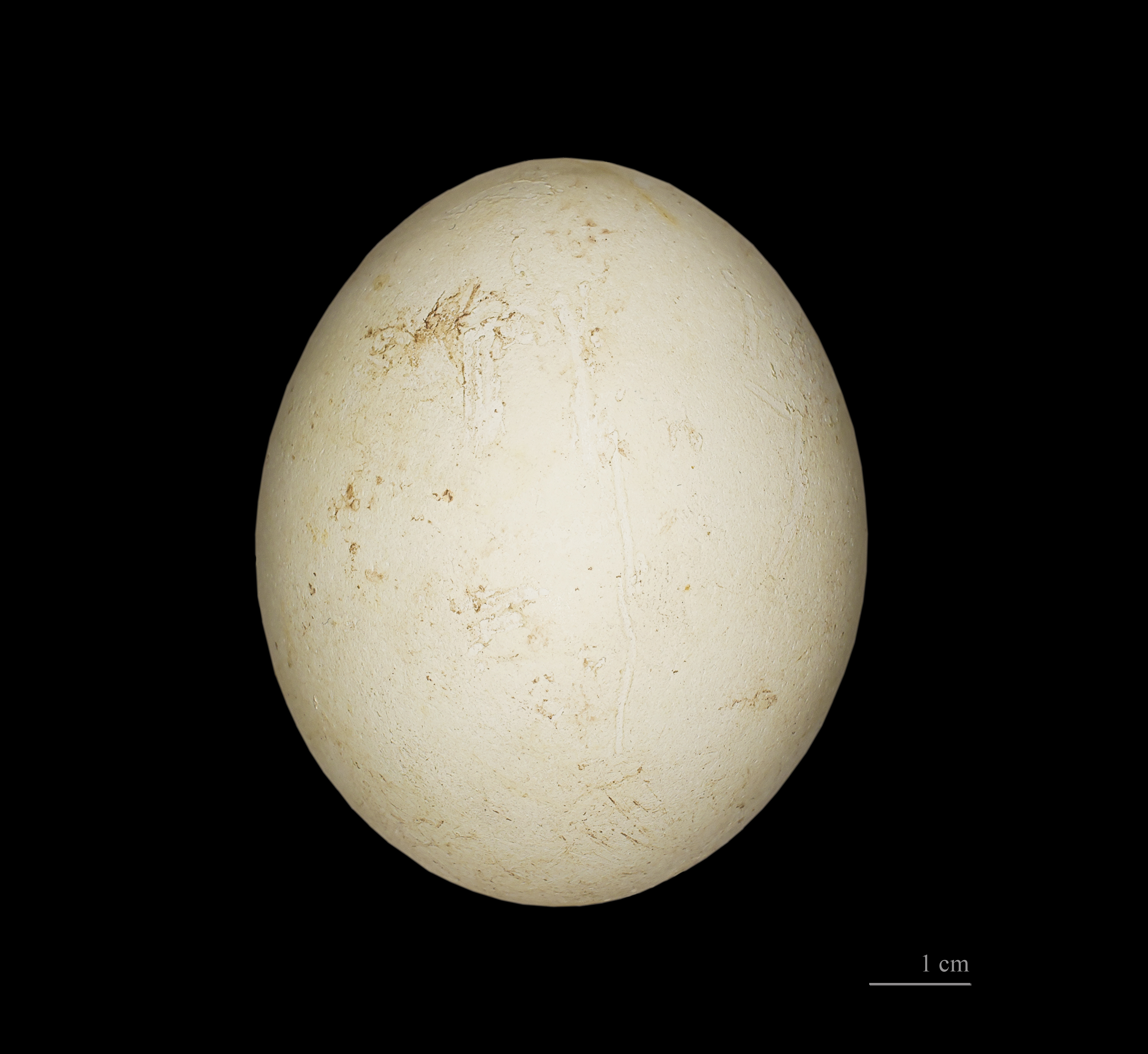
tojása

A tojó 3–4, a hím 4–6 éves korában éri el az ivarérettséget. Az Adélie-pingvinek költési időszaka az antarktiszi nyár idejére, október-november és február közé tevődik. Fészkük összerakosgatott, apró kövekből áll. Két fehér tojást raknak le; amelyen decemberben az antarktiszi nyár legmelegebb (kb. -2 °C vagy 28 °F) havában, 35 napig kotlanak. A szülők egymást tíz naponként váltva kotlanak a tojásokon; az egyik táplálkozik, míg a másik melegen tartja a tojást. A kotló szülő nem eszik. A pár minden évben ugyanarra a költőhelyre tér vissza, és hűségesek egymáshoz. Két fiókájukat a pár együtt neveli. Márciusban a felnőttek és a kicsinyeik visszatérnek a tengerbe. A fiatal madarak életük első két évét a zajló jégen töltik. Harmadik életévükben csatlakoznak a költőkolóniákhoz, de még nem ivarérettek. Az Adélie-pingvin bár tengeri jégen él, de jégmentes földre van szüksége a költéshez. A tengeri jég csökkenése, és az élelem szűkössége miatt az Adélie-pingvin populációja az elmúlt 25 évben 65%-kal csökkent.
A fiatal Adélie pingvineknek, akiknek nincs tapasztalatuk a társadalmi interakciókban, hamis jelzésekre reagálhatnak, amikor a pingvinek összegyűlnek költeni. Például más hímekkel, fiókákkal, vagy halott tojókkal próbálhatnak meg párosodni. Figyelembe véve a madarak viszonylag ember-szerű megjelenését és viselkedését, az emberi megfigyelők ezt a viselkedést antropomorfikális szexuális devianciaként értelmezték. Az első feljegyzés erről a magatartásról 1911-ből és 1912-ből, Dr. Levicktől származik, de feljegyzéseit abban az időben túlságosan illetlennek ítélték a publikációhoz, így azokat 2012-ben újra felfedezték és közzétették. "A füzet, amelynek publikációját visszautasították a hivatalos Scott expedíció jelentéseivel, kommentálta a szexuális aktivitás gyakoriságát, az auto-erotikus viselkedést, és az egyedülálló fiatal hímek és nőstények látszólag rendellenes viselkedését, beleértve a nekrofíliát, a szexuális erőszakot, a fiókák szexuális és fizikai bántalmazását és a homoszexuális viselkedést" - állítja a Douglas Russell és munkatársai, William Sladen és David Ainley által írt elemzés. "A megfigyelések ugyanakkor pontosak, érvényesek és az utólagos bölcsesség okán érdemesek a publikációra". Levick Cape Adare-nél figyelte meg a madarakat; a világ legnagyobb Adélie-pingvin költőhelyén. Ő volt eddig az egyetlen, aki tanulmányozza ezt a különleges kolóniát, és egy egész költési ciklust megfigyelt. A felfedezés jelentősen megvilágítja a faj viselkedését, amelyet egyes kutatók az éghajlatváltozás mutatójának tulajdonítanak.
|  |  |

### Vándorlása
Az Adélie-pingvinek az Antarktiszon, a Ross-tenger térségében élnek; és átlagosan mintegy 13 000 kilométert (8100 mi) vándorolnak egy évben, követve a Napot a saját költőtelepeikről a téli táplálkozási helyeikre és vissza. A leghosszabb eddig megfigyelt túra 17 600 km (10 900 mi) hosszú.

## Fordítás
Ez a szócikk részben vagy egészben  az   Adélie Penguin című angol Wikipédia-szócikk fordításán alapul.  Az eredeti cikk szerkesztőit annak laptörténete sorolja fel. Ez a jelzés csupán a megfogalmazás eredetét és a szerzői jogokat jelzi, nem szolgál a cikkben szereplő információk forrásmegjelöléseként.